# Абдрахманово (Абдулинський міський округ)
Абдрахма́ново (рос. Абдрахманово) — село у складі Абдулинського міського округу Оренбурзької області, Росія.

## Населення
Населення — 345 осіб (2010; 393 у 2002).
Національний склад (станом на 2002 рік):
- татари — 95 %